# Colle Soppo
Colle Soppo è un rilievo dei Monti della Laga che si trova nel Lazio, nella provincia di Rieti, nel comune di Amatrice.